# الحب الخاطئ طوال الحياة
الحب الخاطئ طوال الحياة (بالصينية: 错爱一生) هو مسلسل صيني عُرض على قناة CCTV. ويتكون من 20 حلقة.

## القصة
في أعقاب نهاية الثورة الثقافية الصينية (في الفترة ما بعد 1967)وذات يوم ولدت امرأتان في نفس اليوم ونفس الغرفة في قرية «جينغشويخه» إحداهما قروية اسمها (فنغ قو) متزوجة بطبيب بيطري اسمه (تشين جين بنغ) وقد ولدت بنت سمتها (شيانغ نان)، اما الأخرى فهي امرأة غنية اسمها (جيا هوي) ووالد طفلها هو شاعر يتنقل من مكان إلى آخر يمكن القول انه متشرد واسمه (لوه ار) وقد ولدت بنت سمتها (يي لوه).وماتت (جيا هوي) فور ولادتها للطفلة، فجاءت «عائلة قو» لأخذ حفيدتهم (يي لوه) لكن (فنغ قو) استبدلت ابنتها بابنة (جيا هوي) وقد رفضت الاعتراف بحفيدتها نظراً لتورطها بوضع خطر حينذاك لكن بعد أن أخذوها ندمت على ما فعلت فذهبت إلى المدينة لاسترجاع ابنتها لكنها وجدت انها سعيدة فتركتها ودخلت في غيبوبة، وعندما بلغت (يي لوه) المستَبدَلَة سن العاشرة ذهب إليها (تشن جين بنغ) واخبرها بالحقيقة، فبدأت الكوابيس تطاردها وتحولت إلى شابة شريرة مستعدة لقتل كل من يعترض طريقها، عكس (شيانغ نان) التي كانت شابة طيبة لا تفارقها الابتسامة وواجهت الكثير من الصعوبات في القرية حيث كان (تشن جين بنغ) يعذبها... لكنها ظلت متفائلة، آذت (يي لوه) المزيفة مربيتها (لو) ووالدها (تشن جين بنغ) وقتلت جدتها بالتبني (عقيلة قو) وأصبح الجميع يعرف الحقيقة وظلت (يي لوه) الحقيقية بارَّة لامها بالتبني، ماتت (شيانغ نان) الحقيقية بعد أن ولدت طفلة في قرية «جينغشويخه» وتركت الطفلة ل (يي لوه) الحقيقية واعتذرت منها، اما (لوه أر) فظل يتنقل من مكان لآخر.